# United Artists

Das Logo der Filmgesellschaft

United Artists (UA) – auch United Artists Pictures, United Artists Films oder (nach dem Börsengang 1957) United Artists Corporation genannt, ist eine US-amerikanische Filmgesellschaft. Sie wurde 1919 mit der Absicht gegründet, Filmschaffenden mehr kreative Freiheit zu gewähren – wie zum Beispiel Unabhängigkeit von Filmproduzenten. Heute ist sie ein Tochterunternehmen von Metro-Goldwyn-Mayer.

## Geschichte

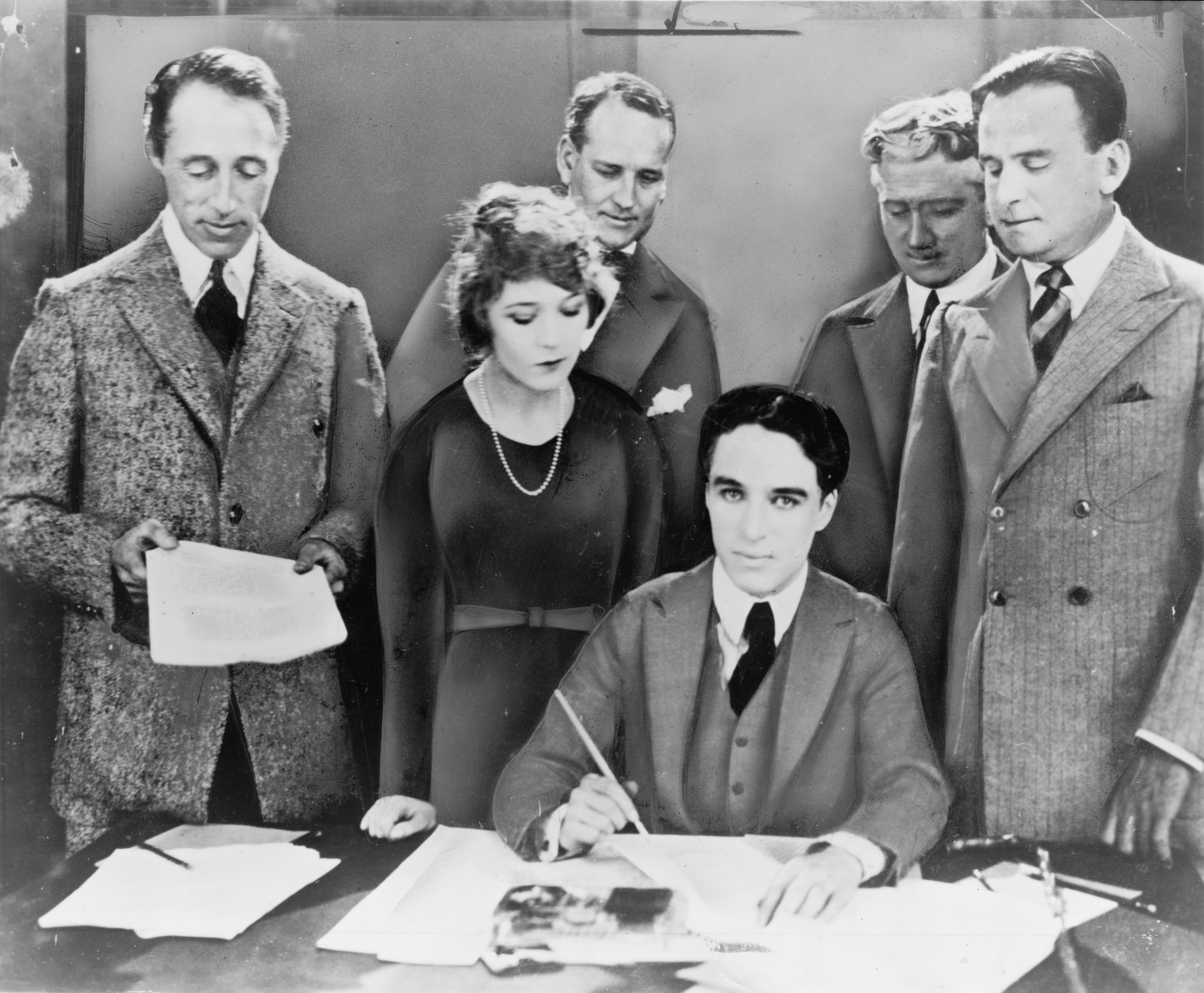
Fotomontage: Unterzeichnung des Gründungsvertrags von United Artists; v. l. n. r.: D. W. Griffith, Mary Pickford, Charlie Chaplin und Douglas Fairbanks, im Hintergrund zwei Anwälte

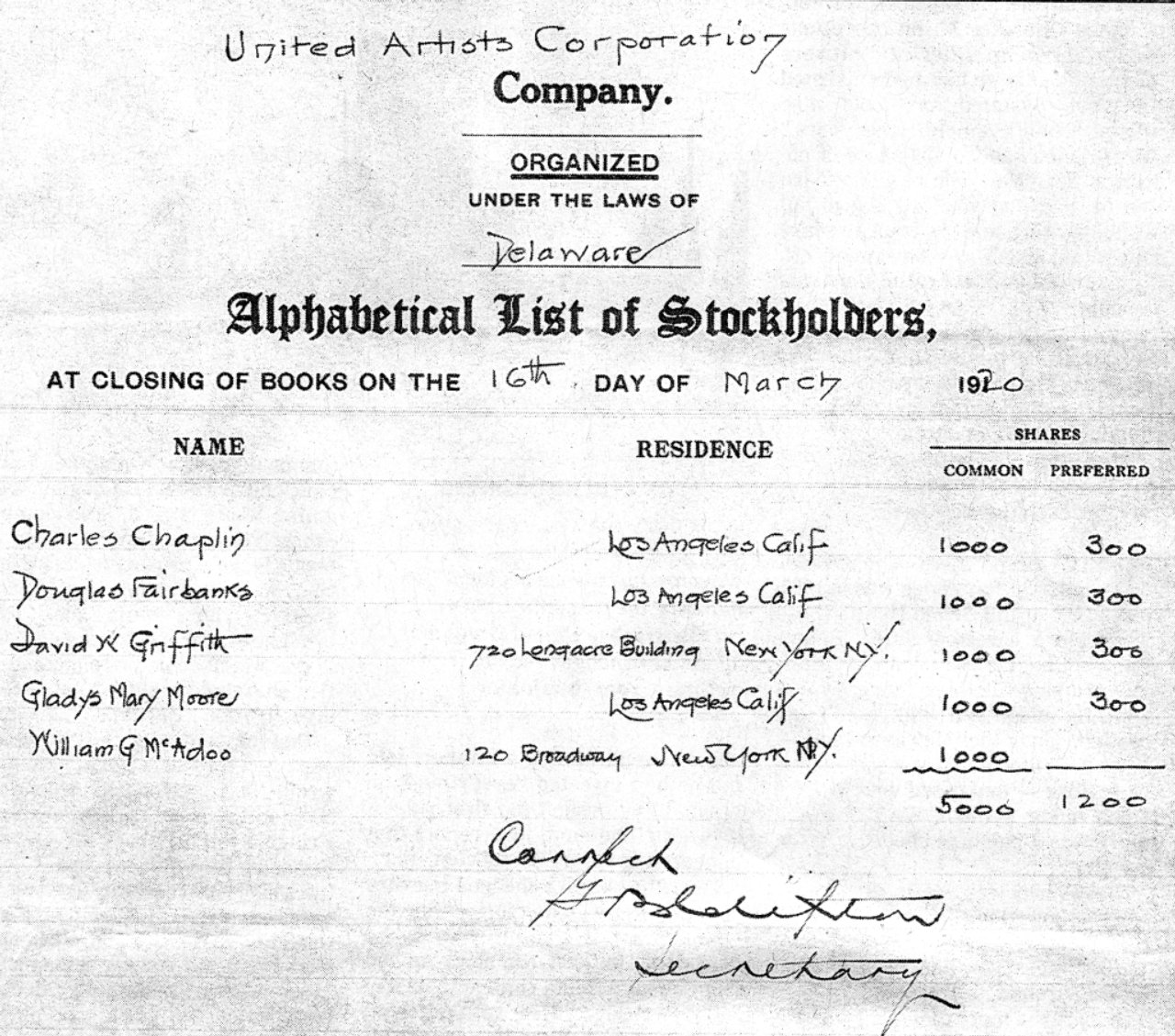
Liste der Aktionäre von United Artists am 16. März 1920

### Zusammenfassung
United Artists (UA) wurde am 5. Februar 1919 von den Stummfilmgrößen Charles Chaplin, Douglas Fairbanks Sr., Mary Pickford und David Wark Griffith gegründet. Zuerst war United Artists nur ein Vertrieb für unabhängige Filmproduktionen der beteiligten Künstler – daher auch der Firmenname –, welche ohne die Abhängigkeiten von Produzenten z. B. im Studiosystem drehen wollten. Doch schließlich entwickelte sich die UA in den 1950er Jahren zu einem Studio, das selbst Filme produzierte. Verantwortlich für die Veränderung der Geschäftspolitik waren die neuen Eigentümer unter Führung von Arthur Krim und Robert Benjamin.
Bis 1967 war UA ein selbständiges Unternehmen unter der Leitung verschiedener Manager und einer wechselnden Eigentümerstruktur. 1957 ging das Studio an die Börse, zehn Jahre später erwarb das Versicherungsunternehmen Transamerica Corporation die Mehrheit an der Filmgesellschaft. Nach dem finanziellen Misserfolg des Films Heaven’s Gate wurde UA 1981 an Kirk Kerkorians Metro-Goldwyn-Mayer (MGM) verkauft. Seither wird das Studio als Tochterunternehmen von MGM und dessen wechselnden Eigentümern kontrolliert. Damit einher gingen auch Wechsel in der firmenpolitischen Ausrichtung von UA.
2005 erwarb ein von der Sony Corporation of America geführtes Konsortium MGM und damit auch UA. Das Studio ist seitdem Teil des Konzernbereichs Sony Pictures Entertainment. Ab 2007 wurde UA von dem Schauspieler Tom Cruise und der Produzentin Paula Wagner geleitet. Wagner verließ das Studio im August 2008.

### Gründung des Verleihunternehmens

Erstes UA-Logo von 1919

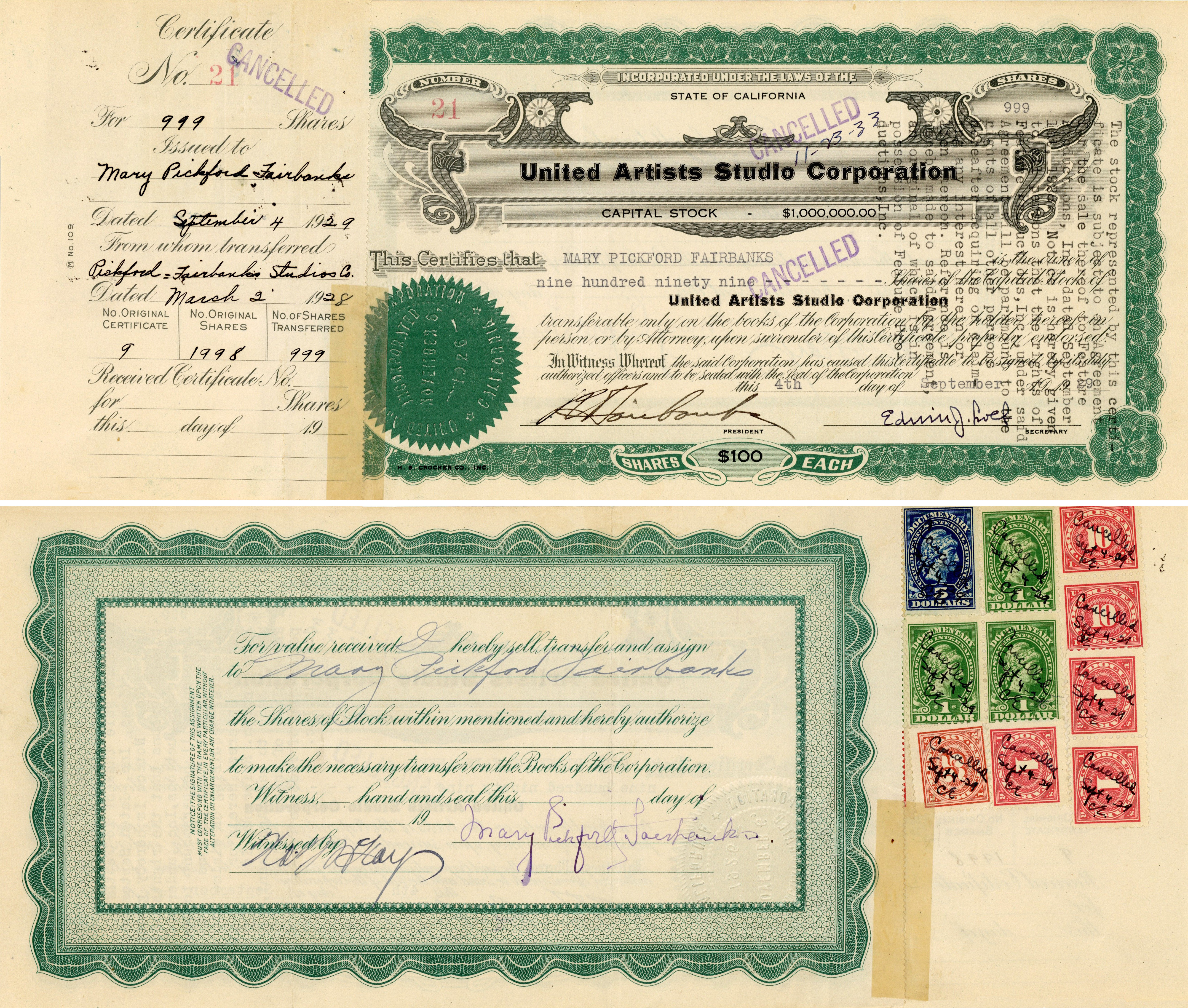
Aktie der United Artists Studio Corporation über 999 Anteile zu je 100 $, ausgestellt am 4. September 1929 auf Mary Pickford Fairbanks und rückseitig im Original von ihr unterschrieben (unteres Bild)

Die Gründung von United Artists war eine Reaktion auf Versuche der damals führenden amerikanischen Filmproduzenten, ein Kartell zu bilden und die in ihren Augen überhöhten Gagen von Schauspielern und Regisseuren zu senken. Als Charles Chaplin, Douglas Fairbanks sen., Mary Pickford und David Griffith 1918 von diesen Plänen erfuhren, entstand die Idee, eine Firma ins Leben zu rufen, die den Künstlern die Kontrolle über ihre eigenen Kinofilme ermöglichen und ihre unabhängigen Filmproduktionen vertreiben sollte. Die formelle Gründung fand am 17. April 1919 statt. Hiram Abrams wurde der erste Präsident des Unternehmens.
Es wurde vereinbart, dass UA alle künftigen Filme der vier Gründungsmitglieder in den Verleih bringen sollte. Bevor es aber dazu kam, mussten sie zunächst ihre Verpflichtungen gegenüber ihren bisherigen Studios erfüllen. Der erste Vertrag sah vor, dass jeder Teilhaber des Unternehmens fünf neue Kinofilme pro Jahr produzieren sollte. Der wachsende Aufwand und die damit steigenden Kosten von Filmproduktionen machten dies aber illusorisch. Zur geringen Zahl an exklusiven Produktionen kamen die hohen Fixkosten des Filmverleihs. Daher verkaufte David Griffith 1924 seinen Anteil an UA den drei übrigen Teilhabern.
1925 wurde mit Joseph Schenck ein erfahrener Produzent als Präsident des Unternehmens verpflichtet. Er schloss noch im selben Jahr Verträge mit unabhängigen Filmproduzenten wie Samuel Goldwyn, Howard Hughes, Walt Disney, Alexander Korda, Walter Wanger und Darryl F. Zanuck, die ihre Filme nun über UA in den Verleih brachten. Außerdem sollten Schencks familiäre Verbindungen – dazu zählten seine Frau Norma Talmadge, deren Schwestern Constance Talmadge und Natalie Talmadge und deren Ehemann Buster Keaton – dazu beitragen, den jährlichen Filmoutput zu steigern.
UA erhielt für den Verleih von Filmen eine Gebühr, die niedriger war als bei den übrigen Filmgesellschaften Hollywoods. Anders als UA waren diese auch meist im Besitz von Kinotheatern. Schenck überzeugte die Firmeninhaber von der Notwendigkeit, eigene Kinos zu betreiben und gründete die eigenständige Tochterfirma United Artists Theatre.
Zusammen mit Darryl F. Zanuck gründete Schenck 1930 die 20th Century Productions. Auch deren Filme wurden bis zur Fusion mit der Fox Film Corporation zu 20th Century Fox im Jahre 1935 über United Artists verliehen.
Zwischen den drei übrig gebliebenen Gründern entstanden in den 20er und 30er Jahren Differenzen über die Ausrichtung der Firma. Mit der Erfindung des Tonfilms endeten die Karrieren von Fairbanks und Pickford. Chaplin nahm sich viel Zeit für neue Filmproduktionen und stellte erst 1940 mit Der große Diktator seinen ersten reinen Tonfilm her.

### Transformationsphase
In den 1940er Jahren verließen viele unabhängige Produzenten das Verleihunternehmen. Dadurch sank die Anzahl an verliehenen Filmen, und UA fuhr Verluste ein.
Im Februar 1951 übernahmen zwei neue Manager die Leitung der Filmfirma: Arthur Krim und Robert Benjamin vereinbarten mit den verbliebenen Eignern, Mary Pickford und Charlie Chaplin, dass sie die Geschäfte von UA fünf Jahre lang führen sollten. Wenn das Verleihunternehmen dann profitabel gewesen wäre, sollten beide die Möglichkeit erhalten, es zu erwerben. Da Mary Pickford nach dem Ende ihrer Schauspielerkarriere nichts zu verlieren hatte, war sie mit dieser Vereinbarung einverstanden. Chaplin verkaufte seine Anteile an UA erst, nachdem er Probleme mit der US-amerikanischen Einwanderungsbehörde bekommen hatte und um sein Vermögen in den USA fürchten musste.
Mit der Neuausrichtung des Unternehmens durch Krim und Benjamin stieg die Zahl der jährlichen Neuproduktionen. Dazu kamen neue wirtschaftliche und künstlerische Beziehungen zu Produzenten wie Walter Mirisch, Alberto Grimaldi, Michael Todd und Harold Hecht, zu Regisseuren wie Stanley Kramer, Billy Wilder, Stanley Kubrick, John Frankenheimer, Norman Jewison, Joseph L. Mankiewicz, Sergio Leone und John Huston sowie zu Darstellern wie Burt Lancaster, Steve McQueen und Gregory Peck.
1957 ging UA an die Börse und firmiert seitdem als United Artists Corporation. Die durch den Börsengang eingenommenen Gelder wurde in den Aufbau einer Musik- und einer TV-Sparte – United Artists Records und United Artists Television – gesteckt. 1966 bauten die Musikproduzenten Sonny Lester und Phil Ramone das Sublabel Solid State auf, das bis 1969 bestand.
Mit einem zuerst auf sechs Filme ausgelegten Distributionsvertrag mit den Produzenten Albert R. Broccoli und Harry Saltzman und deren Produktionsfirma Eon Productions Ltd. begann die Symbiose zwischen United Artists und James Bond. Eine weitere Filmreihe hat ebenfalls in diesem Jahrzehnt ihren Ursprung: die Pink-Panther-Reihe (die ersten beiden Teile wurden von der Mirisch Corporation produziert und nur von UA verliehen).
Mit Gründungen von Tochterunternehmen in Frankreich (Les Productions Artistes Associés) und Italien (Produzioni Europee Associati (PEA)), die sich zugleich der Produktion von lokalen Kinofilmen widmeten als auch den Vertrieb dieser und anderer Filme (für die UA Distributionsverträge abgeschlossen hatte) übernahmen, wuchs die Marktmacht des Unternehmens auch auf dem europäischen Kontinent.

### Besitzerwechsel
1967 erwarb der Konzern Transamerica Corporation UA mit dem Ziel, einen Mischkonzern zu schaffen, dessen Tochterunternehmen unterschiedliche Wertschöpfungsketten aufweisen und nicht miteinander im Wettbewerb stehen. Andererseits sollte das glamouröse Image des Filmunternehmens auf die Muttergesellschaft abstrahlen.
1973 wechselte der UA-Vertriebschef Eric Pleskow auf den Posten des Präsidenten der Filmgesellschaft. Mike Medavoy wurde der Produktionschef des Unternehmens. Medavoy löste David Picker ab. Dieser war als unabhängiger Produzent an den Kinofilmen Lenny, Lauter nette Mädchen und 18 Stunden bis zur Ewigkeit für die UA verantwortlich.
Die Manager der Filmfirma UA gaben mit der Übernahme ihre Autonomie auf. Das Management der Filmfirma bedauerte den Verkauf an die Transamerica Corporation sehr. Vergeblich wurde immer wieder versucht, die Geschäftsleitung der Mutterfirma von einer Trennung zu überzeugen. Als am 16. Januar 1978 ein Artikel über das Scheitern der Trennungsverhandlungen und die Zusammenarbeit der beiden Firmen miteinander im Magazin Fortune erschienen war, trat die fünfköpfige Führungsriege der UA wenige Tage später zurück. Zusammen mit Warner Bros. wurde sofort die Gründung der Orion Pictures Corporation bekannt gegeben.
Von 1951 bis zum Jahr des Ausstiegs aus dem Unternehmen wurde UA von Arthur Krim als Vorstandsvorsitzenden geführt. Das nun folgende Management setzte sehr stark auf die Zusammenarbeit mit Regisseur Michael Cimino (dessen letzter Film Die durch die Hölle gehen mit mehreren Oscars ausgezeichnet wurde) bei der Produktion des Filmes Heaven’s Gate. Die sich hinziehenden Dreharbeiten trieben das Budget des Westerns in die Höhe. Aber die neue Mannschaft der UA wollte nicht in die Autonomie des Filmemachers eingreifen – mit gravierenden Folgen für die Zukunft des Unternehmens.
Während der 1970er Jahre stellte UA drei Jahre nacheinander den Oscar-Gewinner in der Kategorie Bester Film:
- 1976: Einer flog über das Kuckucksnest
- 1977: Rocky
- 1978: Der Stadtneurotiker

Für diesen Filmoutput war noch das alte UA-Management unter Arthur Krim, Robert Benjamin, Eric Pleskow, Mike Medavoy und Bill Bernstein verantwortlich.

### Übernahme durch Metro-Goldwyn-Mayer (MGM)
1980 wurde die Firma nach dem Flop mit Heaven’s Gate und einer Rückbesinnung des Firmenbesitzers Transamerica Corporation auf seine Kernfelder Versicherung und Finanzgeschäfte an MGM verkauft. Das neue Unternehmen firmierte als MGM/UA Communications Co.; United Artists (UA) musste sein internationales Vertriebsnetz aufgeben, da MGM schon einen Vertriebsvertrag für das nichtamerikanische Ausland mit der Cinema International Corporation (CIC) abgeschlossen hatte. Auch die Produktionsaktivitäten in Europa wurden eingestellt.
Die Cinema International Corporation wurde 1981 in United International Pictures umbenannt und kümmerte sich um den Kinoverleih der Filme der MGM und deren Tochterunternehmen UA, Universal Pictures und Paramount Pictures. Die drei Partner waren gleichberechtigte Anteilseigner, die mit United International Pictures eine Marktmacht gegenüber den Kinotheatern besaßen. Die Europäische Gemeinschaft wollte dies unterbinden, und die beiden Kontrahenten UIP und EG einigten sich auf eine Ausnahmeregelung für den Filmverleih.
Die geschäftlichen Beziehungen zu MGM begannen im Jahr 1973. UA schloss in jenem Jahr einen auf zehn Jahre angelegten Vertrag über den Vertrieb der MGM-Filme in den nordamerikanischen Kinos ab. Das Fiasko mit Heaven’s Gate und der Versuch seitens der Transamerica Corporation, sich von ihrer Filmfirma zu trennen, kamen für MGM zur rechten Zeit. Man war wieder im Besitz eines Verleihapparates und konnte so an dem wirtschaftlichen Erfolg der kommenden Filmstaffel partizipieren.

### United Artists unter Kirk Kerkorian
Durch Käufe und Verkäufe der MGM wurde auch UA von verschiedenen Eigentümern kontrolliert.
Kirk Kerkorian verkaufte MGM/UA 1986 an Ted Turner und erwarb es wenig später wieder zurück. Alle vor 1986 von MGM produzierten Titel verblieben bei Turner. Die Filmbibliothek der UA gehörte aber nicht dazu. 1990 verkaufte Kerkorian MGM/UA wieder – dieses Mal an den Italiener Giancarlo Parretti und dessen Pathé. In den nun folgenden Jahren war die Firma ein Schatten ihrer selbst. Da Parretti seinen finanziellen Verpflichtungen gegenüber der französischen Bank Crédit Lyonnais nicht nachkam, übernahm 1992 das Geldinstitut die Kontrolle über MGM und somit auch über UA.
Ab 1993 amtierte John Calley als Präsident der UA. Calley verhalf in den Jahren seiner Amtszeit dem über mehrere Jahre stillgelegten Filmunternehmen zu neuem Leben. Dabei entstanden die Kinofilme Rob Roy, James Bond 007 – GoldenEye und The Birdcage – Ein Paradies für schrille Vögel. Nachdem Kirk Kerkorian zusammen mit dem australischen Seven Network MGM 1996 von Credit Lyonnais und damit auch UA erworben hatte, wechselte Calley zu Sony Pictures Entertainment und wurde Chef der Columbia Pictures. Als Grund für seinen Wechsel wurden zu niedrige Bonuszahlungen im Rahmen der Übernahme angegeben. Als 1999 Kevin McClory zusammen mit Columbia Pictures einen Konkurrenz-James-Bond-Film ankündigte, reichte MGM Klage ein. Ein Punkt der Klageschrift bezog sich auf Calleys während seiner Zeit bei UA erworbenes Insiderwissen über die rechtliche Situation der Filmreihe.
Nachfolgerin von John Calley wurde 1996 Lindsay Doran. Als Präsidentin und CEO von UA überwachte sie während ihrer Amtszeit unter anderem die Produktion der beiden James-Bond-Filme Der Morgen stirbt nie und Die Welt ist nicht genug, Der Mann in der eisernen Maske und Ronin. 1999 trat Doran von ihrem Posten zurück und konzentrierte sich auf das eigenständige Produzieren von Kinofilmen. Ihre Produktionsfirma Three Strange Angels Inc. besaß dafür einen exklusiven Vertrag mit MGM und UA. Aus dieser wirtschaftlichen Zusammenarbeit sind keine Werke entstanden.
Bis 1999 produzierte UA neben MGM Kinofilme, die sich weder künstlerisch noch finanziell großartig unterschieden. Von diesem Jahr an sollte sich UA auf kostengünstige Filmproduktionen und den Aufkauf fremdsprachiger Filme kümmern. Damit trat UA in direkte Konkurrenz zu den Unternehmen Lions Gate Films, Sony Pictures Classics (Independent-Label von Sony Pictures Entertainment), Warner Independent Pictures (Independent-Label von Warner Bros.), Fox Searchlight Pictures (Independentlabel von 20th Century Fox), Paramount Classics (Independentlabel von Paramount Pictures), Miramax Films und Dimension Films (Independentlabel von The Walt Disney Company) und Focus Features (entstand 2002 aus dem Zusammenschluss von USA Films und Good Machine und ist das Independent-Label von Universal Pictures).
Im Gegensatz zur Ausrichtung von UA setzt MGM auf kostenaufwendigere Produktionen für den Massengeschmack. Die James-Bond-Filme erscheinen seit James Bond 007 – Die Welt ist nicht genug auch unter dem Logo der MGM.
Ab dem 1. September 2001 war Bingham Ray als Präsident der United Artists für deren Geschäftspolitik zuständig. Der Firmensitz wurde nach New York verlegt. Das Unternehmen wollte den Künstlern an der Ostküste der Vereinigten Staaten räumlich näher sein. In dieser Zeit konnte UA einige Erfolge aufweisen. Dazu zählten der Erfolg an den US-amerikanischen Kinokasse mit Jeepers Creepers, dem günstig erworbenen Bowling for Columbine und die Oscargewinne für ebendiesen und No Man’s Land. Die Comicverfilmung Ghost World bekam einige Auszeichnungen auf Filmfestivals, doch floppten die Produktionen City of Ghosts und Nicholas Nickleby an der Kinokasse. 2004 verließ Ray das Filmunternehmen, als er sich mit den MGM-Geschäftsführern Alex Yemenidjian und Chris McGurk über die weitere Ausrichtung nicht einigen konnte.
Im Jahr 2000 beendete MGM seine Partnerschaft mit dem Verleihunternehmen United International Pictures. Für die kommenden Jahre trat 20th Century Fox als internationaler Verleih der Produkte von MGM und UA sowohl im Kinovertrieb als auch für die Home-Entertainment-Produkte auf.

### Verkauf des Mutterunternehmens
Mit dem Erwerb der Mutterfirma MGM durch Sony im Jahr 2005 war die Zukunft von United Artists unklar, da sich mehrere Labels unter dem Dach der Sony Pictures Entertainment befanden (Columbia Pictures, TriStar Pictures, Screen Gems, Sony Pictures Classics und nun auch MGM, Orion Pictures Corporation und United Artists).
Die vor dem Verkauf produzierten Filme Capote, Romance & Cigarettes, Art School Confidential und The Woods wurden zusammen mit Sony Pictures Classics in die nordamerikanischen Kinos gebracht. Für den internationalen Filmverleih waren die nationalen Dependancen der Sony Pictures Entertainment verantwortlich.
Seit dem Verkauf von MGM wurden keine neuen Filmprojekte von UA in Angriff genommen. Anfang Oktober 2006 wurde jedoch bekannt, dass Tom Cruise und seine Geschäftspartnerin Paula Wagner mit der Führung des Filmstudios beauftragt worden waren. Geplant war, dass Cruise pro Jahr an bis zu vier Filmen des Unternehmens mitwirken und Wagner die UA als Geschäftsführerin leiten sollte. Wagner verließ das Studio jedoch bereits im August 2008 wieder. Seit 2011 gehören MGM wieder 100 Prozent der Anteile an United Artists, nachdem der Anteil von Tom Cruise und Paula Wagner aufgekauft wurde.

### United Artists Media Group
Nach der Insolvenz der Mutterfirma MGM und der Übernahme der Unternehmensanteile durch ehemalige Gläubiger wurde der Name United Artists im Jahr 2014 für die Neugründung der neuen Tochterfirma United Artists Media Group (UAMG) verwendet. UAMG gehörte MGM (55 Prozent), Hearst Corp. (23 Prozent) und Mark Burnett und Romy Downey (beide zusammen: 22 Prozent) und produzierte Scripted- und Non-Scripted-Formate. MGM kaufte ein Jahr später den 45-Prozent-Anteil von Burnett, Downey und der Hearst Corp. und UAMG wurde nun Teil der MGM Television Group and Digital mit Burnett als Präsidenten.
Im März 2022 erwarb Amazon MGM und verschmolz es mit seiner Fernsehsparte Amazon Studios zu Amazon MGM Studios. Der Name United Artists soll in Zusammenarbeit mit dem Filmproduzenten Scott Stuber wiederbelebt werden.

## Wirtschaftliche und künstlerische Beziehungen von United Artists

### Eon Productions Ltd.
Der Produzent Harry Saltzman erwarb die Filmrechte an den Romanen von Ian Fleming, benötigte aber zur Finanzierung des Geschäfts Albert R. Broccoli. Beide gründeten die Firma Eon Productions Ltd. zur Produktion des ersten Filmes und verhandelten sowohl mit UA als auch mit Columbia Pictures über einen Distributionsvertrag. Nach dem Erfolg der ersten Verfilmungen wurde von beiden Produzenten die Firma Danjaq, S.A. (diese ist nun Eon Productions Ltd. Mutterfirma, sie wurde später in Danjaq, LLC. umbenannt) aus der Taufe gehoben. Sie hält alle Verwertungsrechte an den James-Bond-Verfilmungen. Ihr Name setzt sich aus Teilen der Namen der Ehefrauen der Produzenten zusammen: Dana Broccoli and Jacqueline Saltzman.
Der Vertrag zwischen Eon Productions Ltd. und UA war zunächst auf sechs Filme ausgelegt. Auf der einen Seite hatten die Produzenten mit dem wachsenden Interesse an James Bond und den Verfilmungen der Spionageromane zu tun – UA profitierte als Vertrieb ebenfalls von den hohen Zuschauerzahlen. Auf der anderen Seite kam es vermehrt zu Meinungsverschiedenheiten zwischen den beiden – Grund dafür war vor allem das Engagement von Saltzman bei anderen Filmprojekten (Luftschlacht um England, Harry-Palmer-Filme). Aufgrund finanzieller Probleme verkaufte Saltzman seinen 50%igen Anteil an Danjaq S.A. (und somit auch an Eon Productions Ltd.) 1975 an UA. Damit wurde der bisherige Vertrieb auch Miteigentümer der Rechtegesellschaft und der Produktionsfirma und teilt sich seitdem auch das Copyright an den produzierten Filmen.
Nach dem Tod des Produzenten Albert R. Broccoli 1996 übernahmen seine Tochter Barbara Broccoli und sein Stiefsohn Michael G. Wilson die Geschäfte von Danjaq, LLC und Eon Productions Ltd. Beide arbeiteten schon bei früheren Bond-Filmen mit und sie wachen streng über jede zu treffende kreative Entscheidung, während die jeweiligen Studios – erst UA, dann MGM und nun Sony – in erster Linie das Budget der jeweiligen Produktionen stellen.
James Bond gehört als Marke zu den bekanntesten und wertvollsten der Unterhaltungsindustrie. Die Filmreihe veränderte durch ihren wirtschaftlichen Erfolg UA sehr. Es entstand ein Abhängigkeitsverhältnis: im Falle, dass andere Filmproduktionen ihr Publikum nicht gefunden haben, konnte sich United Artists auf seinen MI6-Agenten verlassen.
James Bond 007 – Der Morgen stirbt nie war der letzte Film, der unter dem UA-Logo erschienen ist. Die beiden Filme James Bond 007 – Die Welt ist nicht genug und James Bond 007 – Stirb an einem anderen Tag wurden mit dem MGM-Löwen präsentiert. UA taucht nur noch als Copyright-Mitinhaber auf.

### Mirisch Corporation
Die von Walter Mirisch zusammen mit seinen Brüdern Harold und Marvin gegründete US-amerikanische Produktionsfirma Mirisch Corporation produzierte ab Ende der 50er Jahre Kinofilme für die United Artists (UA).
Vor der Gründung ihrer eigenständigen Produktionsfirma im August 1957 waren die Mirisch-Brüder für die Firma Allied Artists tätig. Aus dieser Zeit stammen die Beziehungen zu berühmten Regisseuren, die ihren späten Erfolg mitbegründen sollten. An der Produktion folgender Filme waren sie im Auftrag der Allied Artists beteiligt: Moby Dick, Ariane – Liebe am Nachmittag. Lockende Versuchung und Manche mögen’s heiß.
Indem sie den Regisseuren größtmögliche künstlerische Freiheit erlaubte und sie am Einspielergebnis ihrer Filme beteiligte, verschaffte sich die Mirisch Corporation langjährige Beziehungen zu Billy Wilder, Blake Edwards, John Sturges und Robert Wise. Der 1957 unterzeichnete Vertrag zwischen UA und der Mirisch Corporation umfasste zwölf Kinofilme. 1959 wurde das Kontingent auf 20 erhöht. Insgesamt produzierten die Mirisch-Brüder 68 Kinofilme für UA. 1974 wechselten sie mit ihrer Produktionsfirma zu Universal Pictures.
Die von der Mirisch Corporation produzierten Filme waren für insgesamt 79 Oscars nominiert, 23 Mal wurde die goldene Statuette gewonnen.

### Europäische Filmemacher
Mit den folgenden Filmemachern verband UA eine konstruktive Zusammenarbeit: François Truffaut, Federico Fellini, Sergio Leone, Bernardo Bertolucci und Ingmar Bergman.

### American Zoetrope
Die von Francis Ford Coppola Ende der 60er Jahre gegründete US-amerikanische Produktionsfirma American Zoetrope hat eine wechselvolle Zusammenarbeit mit UA hinter sich.
UA erwarb von Coppolas Produktionsfirma für einen Festpreis die nordamerikanischen Rechte an dem Kriegsfilm Apocalypse Now und sicherte dessen Produktion über die Vergabe von Krediten an American Zoetrope ab. Die sich über mehrere Jahre hinziehende Produktion führte zu Konflikten zwischen den beiden Akteuren. Im Erscheinungsjahr 1979 wurde auch die American-Zoetrope-Produktion Der schwarze Hengst von UA in die Kinos gebracht.
1999 wurde ein Vertrag zwischen American Zoetrope und UA über die Produktion und den Verleih von zehn Titeln abgeschlossen. Um die Finanzierung dieser Werke kümmerte sich Coppolas Firma, und UA trat als nordamerikanische Verleihfirma auf. Die folgenden sieben Titel entstammen dieser Zusammenarbeit:
- No Such Thing (2001)
- CQ (2001)
- Jeepers Creepers ( 2001)
- City of Ghosts (2002)
- Pumpkin (2002)
- Killing Moves (2002)
- Jeepers Creepers 2 (2003)

### Walt Disney
Walt Disney beschränkte sich zu Beginn seiner Karriere auf die Produktion von Zeichentrickfilmen und überließ den Vertrieb der Werke anderen. Dafür nutzte er zunächst den Verleihapparat der Universal Pictures, dann den der Columbia Pictures, bevor er 1932 zu United Artists wechselte. Aber bereits fünf Jahre später beauftragte er RKO Pictures mit dem Verleih seiner Zeichentrickfilme und Spielfilme.

### Saul Zaentz
Produzent Saul Zaentz bescherte UA mit dem Drama Einer flog über das Kuckucksnest einen großen kommerziellen und künstlerischen Erfolg. Außerdem produzierte er Three Warriors und den Zeichentrickfilm Der Herr der Ringe für den Vertrieb durch die UA. Die Vertriebsrechte liegen jetzt beim Unternehmen Warner Bros.
Die Filmrechte am literarischen Werk J.R.R. Tolkiens sind im Besitz des Filmschaffenden Zaentz. Zusammen mit UA war seit Ende der 1960er Jahre eine Verfilmung der Herr-der-Ringe-Romane geplant. Erst Ende der 90er Jahre wurde dies möglich, und die entstandenen drei Kinofilme entwickelten sich ebenfalls zu einem großen kommerziellen und künstlerischen Erfolg – nun aber für die Firma New Line Cinema.

## Filmpreise

### Golden Globe Award
Seit 1944 vergibt die Hollywood Foreign Press Association diesen Filmpreis. Von United Artists produzierte bzw. verliehene Filmtitel, die einen Golden Globe Award in der Kategorie Bester Film (sowohl in der Kategorie Drama als auch Komödie) erhalten haben, sind:
- In 80 Tagen um die Welt (1956)
- Flucht in Ketten (1958)
- Tom Jones – Zwischen Bett und Galgen (1963)
- Die Russen kommen! Die Russen kommen! (1966)
- Die Reifeprüfung (1967)
- In der Hitze der Nacht (1967)
- Anatevka (1971)
- Einer flog über das Kuckucksnest (1976)
- Rocky (1977)
- Yentl (1983)
- Rain Man (1988)

### Internationale Filmfestspiele Berlin (Berlinale)
Die Berlinale vergibt nach der Entscheidung einer Wettbewerbs-Jury einen Goldenen Bären. Mit der höchsten Auszeichnung des Filmfestivals wurden folgende UA-Filme belohnt:
- Die zwölf Geschworenen (1957)
- Buffalo Bill und die Indianer (1976)
- Rain Man (1988)

### Academy Awards
Die Academy of Motion Picture Arts and Sciences ist der Veranstalter der jährlich stattfindenden Preisverleihung. UA-Filme, die einen Oscar in der Kategorie Bester Film erhalten haben, sind:
- Rebecca (1940)
- Marty (1955)
- In 80 Tagen um die Welt (1956)
- Das Appartement (1960)
- West Side Story (1961)
- Tom Jones – Zwischen Bett und Galgen (1963)
- In der Hitze der Nacht (1967)
- Asphalt-Cowboy (1969)
- Einer flog über das Kuckucksnest (1976)
- Rocky (1977)
- Der Stadtneurotiker (1978)
- Rain Man (1988)

## Meilensteine der Filmgeschichte aus dem Hause United Artists

### 1910er Jahre
- 1919 – Gebrochene Blüten (Broken Blossoms or The Yellow Man and the Girl)

### 1920er Jahre
- 1920 – Das Zeichen des Zorro (The Mark of Zorro)
- 1920 – Zwei Waisen im Sturm (Orphans of the Storm)
- 1920 – Weit im Osten (Way down east)
- 1923 – Die Nächte einer schönen Frau (A Woman of Paris)
- 1924 – Der Dieb von Bagdad (The Thief of Bagdad)
- 1925 – Goldrausch (Gold Rush)
- 1927 – Der General (The General)|
- 1927 – Der Musterschüler (College)
- 1928 – Der Zirkus (The Circus)
- 1928 – Steamboat Bill, jr. (Steamboat Bill, Jr.)
- 1929 – Die eiserne Maske (The Iron Mask)

### 1930er Jahre
- 1931 – Lichter der Großstadt (City Lights)
- 1932 – Scarface (Scarface)
- 1936 – Moderne Zeiten (Modern Times)
- 1939 – Der Mann mit der eisernen Maske (The Man in the Iron Mask)

### 1940er Jahre
- 1940 – Der Dieb von Bagdad (The Thief of Bagdad)
- 1940 – Rebecca (Rebecca)
- 1940 – Der große Diktator (The Great Dictator)
- 1943 – Leben und Sterben des Colonel Blimp (The Life and Death of Colonel Blimp)
- 1945 – Ich kämpfe um dich (Spellbound)
- 1948 – Red River (Red River)

### 1950er Jahre
- 1952 – Zwölf Uhr mittags (High Noon)
- 1955 – Die Nacht des Jägers (The Night of the Hunter)
- 1956 – In 80 Tagen um die Welt (Around the World in Eighty Days)
- 1956 – Die Rechnung ging nicht auf (The Killing)
- 1957 – Die zwölf Geschworenen (12 Angry Men)
- 1957 – Dein Schicksal in meiner Hand (Sweet Smell of Success)
- 1957 – Wege zum Ruhm (Paths of Glory)
- 1957 – Zeugin der Anklage (Witness for the Prosecution)
- 1958 – Getrennt von Tisch und Bett (Separate Tables)
- 1958 – Flucht in Ketten (The Defiant Ones)
- 1959 – Manche mögen’s heiß (Some Like it Hot)

### 1960er Jahre
- 1960 – Die glorreichen Sieben (The Magnificent Seven)
- 1960 – Das Appartement (The Apartment)
- 1960 – Wer den Wind sät (Inherit the Wind)
- 1961 – Urteil von Nürnberg (Judgement at Nuremberg)
- 1961 – Eins, Zwei, Drei (One, Two, Three)
- 1962 – James Bond – 007 jagt Dr. No (Dr. No)
- 1962 – Botschafter der Angst (The Manchurian Candidate)
- 1963 – Gesprengte Ketten (The Great Escape)
- 1963 – Eine total, total verrückte Welt (It's a Mad, Mad, Mad, Mad World)
- 1963 – James Bond 007 – Liebesgrüße aus Moskau (From Russia with Love)
- 1964 – James Bond 007 – Goldfinger (Goldfinger)
- 1964 – Für eine Handvoll Dollar (Per un pungo di dollari)
- 1964 – Küss mich, Dummkopf (Kiss Me, Stupid)
- 1965 – Für ein paar Dollar mehr (Per qualche dollaro in più)
- 1967 – James Bond 007 – Man lebt nur zweimal (You Only Live Twice)
- 1968 – Zwei glorreiche Halunken (Il buono, il brutto, il cattivo)
- 1968 – Der Partyschreck (The Party)
- 1968 – Thomas Crown ist nicht zu fassen (The Thomas Crown Affair)
- 1969 – James Bond 007 – Im Geheimdienst Ihrer Majestät (On her Majest's Secret Service)

### 1970er Jahre
- 1971 – Todesmelodie (Giù la testa)
- 1972 – Der letzte Tango in Paris (Ultimo tango a Parigi)
- 1975 – Rollerball (Rollerball)
- 1976 – Einer flog über das Kuckucksnest (One Flew Over the Cuckoo's Nest)
- 1976 – Carrie – Des Satans jüngste Tochter (Carrie)
- 1976 – Network (Network)
- 1977 – Der Stadtneurotiker (Annie Hall)
- 1977 – James Bond 007 – Der Spion, der mich liebte (The Spy Who Loved Me)
- 1977 – Die Brücke von Arnheim (A Bridge Too Far)
- 1977 – Rocky (Rocky)
- 1978 – Ein Käfig voller Narren (La Cage aux folles)
- 1979 – Apocalypse Now (Apocalypse Now)
- 1979 – Willkommen Mr. Chance (Being There)

### 1980er Jahre
- 1980 – Die letzte Metro (La dernier métro)
- 1980 – The Big Red One (The Big Red One)
- 1980 – Long Riders (The Long Riders)
- 1980 – Heaven’s Gate (Heaven’s Gate)
- 1980 – Wie ein wilder Stier (Raging Bull)
- 1981 – Der Einzelgänger (Thief)
- 1981 – Die Frau nebenan (La femme d'à côté)
- 1981 – Die Geliebte des französischen Leutnants (The French Lieutenant's Woman)
- 1981 – Die Nadel (Eye of the Needle)
- 1982 – Der rosarote Panther wird gejagt ( Trail of the Pink Panther)
- 1987 – James Bond 007 – Der Hauch des Todes (The Living Daylights)
- 1988 – Chucky – Die Mörderpuppe (Child’s Play)
- 1988 – Rain Man (Rain Man)
- 1989 – Road House (Road House)

### 1990er Jahre
- 1990 – Rocky V (Rocky V)
- 1995 – Leaving Las Vegas (Leaving Las Vegas)
- 1995 – Rob Roy (Rob Roy)
- 1995 – James Bond 007 – GoldenEye (GoldenEye)
- 1996 – The Birdcage – Ein Paradies für schrille Vögel (The Birdcage)
- 1997 – James Bond 007 – Der Morgen stirbt nie (Tomorrow Never Dies)
- 1998 – Der Mann in der eisernen Maske (The Man in the Iron Mask)

### Seit dem Jahr 2000
- 2000 – Das Reich und die Herrlichkeit (The Claim)
- 2001 – No Man’s Land (Ničija zemlja)
- 2002 – Bowling for Columbine (Bowling for Columbine)
- 2002 – Igby (Igby Goes Down)
- 2003 – Osama (Osama)
- 2003 – Pieces of April – Ein Tag mit April Burns (Pieces of April)
- 2004 – Hotel Ruanda (Hotel Rwanda)
- 2005 – Capote (Capote)
- 2007 – Von Löwen und Lämmern (Lions for Lambs)
- 2008 – Operation Walküre – Das Stauffenberg-Attentat (Valkyrie)

## Filmarchiv der United Artists
Der Wert der von Medienunternehmen kontrollierten Filmbibliotheken ist in den letzten Jahren exponentiell gestiegen. Nur wenige Filmgesellschaften besaßen diese Voraussicht und waren nicht nur an der Produktion und dem Verleih eines Kinofilms beteiligt, sondern ebenfalls die Rechteinhaberinnen dieses Produkts.
Die United Artists (UA) wurde 1919 als reine Vertriebsorganisation gegründet. Unabhängige Filmproduzenten finanzierten und stellten ihre filmischen Produkte her und ließen diese über den Verleihapparat der UA an die Kinotheater vertreiben. Dafür erhielt diese einen Teil der Einnahmen und konnte mit diesen seine Marketing- und Verwaltungskosten decken. Die Rechte an den vertriebenen Produkten lagen meist bei den Produzenten oder deren Produktionsfirmen.
- Die Rechte an den Charlie-Chaplin-Kinofilmen und Kurzfilmen im Verleih der UA wurden erst von dem Künstler selbst und später von der durch seine Erben kontrollierte Roy Export Company Establishment gehalten.

- Mary Pickford hielt ebenso die Rechte an ihren Kinofilmen. Nach ihrem Rückzug aus dem Filmgeschäft 1933 sollten alle Werke zerstört werden. Pickford befürchtete, dass sich die Nachwelt über sie lustig machen könnte. Glücklicherweise ließ sie sich von dem künstlerischen und historischen Wert ihrer Filme überzeugen. Heute werden die Rechte an ihren Filmen von der Pickford Foundation gehalten.

- Alle Rechte an den Walt-Disney-Kurzfilmen im Verleih der UA während der 1930er Jahre werden von The Walt Disney Company gehalten.

- Die Rechte der Selznick International Pictures und der spätere Filmproduktionen von David O. Selznick sind im Besitz der American Broadcasting Company, heute ein Teil von The Walt Disney Company. Die einzige Ausnahme ist Vom Winde verweht, der ursprünglich von MGM vertrieben wurde und dessen Rechte heute bei Warner Bros. liegen.

- Zwischen 1933 und 1935 verlieh UA die Produktionen von Twentieth Century Pictures. Die Rechte an diesen Filmen hat heute die Nachfolgerfirma 20th Century Studios.

- Die Rechte an den von Samuel Goldwyn produzierten und von UA an die Kinotheater verliehenen Filme sind heute im Besitz von Metro-Goldwyn-Mayer (MGM), der späteren Muttergesellschaft von UA und dem jetzt der Sony Pictures Entertainment angegliederten Unternehmen.

Als Arthur Krim und Robert Benjamin die Geschäfte der UA 1951 übernommen hatten, änderte sich die Geschäftspolitik erst allmählich. UA verlieh die von unabhängigen Produzenten hergestellten Filme und die Rechte lagen meistens weiterhin bei diesen.
Mit der Verbreitung des Fernsehens wurde der Vertrieb von Filmen an das neue Medium eine neue Einnahmequelle. UA erkannte das Potential als eines der ersten Filmunternehmen und betrachtete das Fernsehen nicht als Konkurrenz, sondern als weiteren Absatzkanal.
1958 wurde die Associated Artists Productions (AAP) aufgekauft. Diese erwarb 1956 die Rechte an allen von Warner Bros. vor 1948 produzierten Filmen. Im selben Jahr erwarb AAP die Rechte der schwarz-weißen Popeye-Kurzfilme und 1957 auch die der farbigen von Paramount Pictures. Außerdem wurden die Rechte an den Produktionen der RKO Pictures aufgekauft. Damit vergrößerte UA auf einen Schlag seine Filmbibliothek und erzielte durch die Verkäufe der Ausstrahlungsrechte ans Fernsehen Einnahmen. 1957 wurde dafür United Artists Television gegründet. Diese war auch rein rechtlich der Inhaber der Produkte der aufgekauften AAP-Filmbibliothek. Das Tochterunternehmen produzierte auch selbst Fernsehfilme und Fernsehserien und verkaufte auch deren Senderechte und die der Filmbibliothek der UA. Die Rechte der früheren AAP-Filmbibliothek und ein Teil der Fernsehproduktion der UA wurden 1986 von Ted Turners Turner Entertainment übernommen und werden heute von Warner Bros. ausgewertet, auch wenn sie rein rechtlich immer noch von Turner Entertainment kontrolliert werden.
- Die Rechte am Kinofilm In 80 Tagen um die Welt des Produzenten Michael Todd liegen heute bei Warner Bros.

- Die Rechte der Beatles-Filme werden von deren Unternehmen, der Apple Corps, gehalten. Die Verwertungsrechte an Yellow Submarine liegen noch bei UA und deren Muttergesellschaft. Die Verwertungsrechte an A Hard Day’s Night werden seit Ende der 1990er Jahre von Miramax Films kontrolliert. Diese lizenzierte die Auswertung des Musikfilms für den deutschsprachigen Raum an Kinowelt Medien AG und werden heute von deren Nachfolgeunternehmen kontrolliert.

- Die von der Mirisch Corporation hergestellten Filme und Serien werden heute von United Artists Mutterfirma MGM gehalten.

- Über die Rechte der Saul-Zaentz-Produktionen verfügt heute Warner Bros.

Die UA-Filmbibliothek besteht heute aus den meisten nach 1951 selbst oder fremdproduzierten Kinofilmen und Fernsehserien. Diese Rechte werden von MGM (seit 2022 Teil von Amazon) als UA-Muttergesellschaft verwertet.